# Jose Solis
Jose G. "Joey" Solis (Bulan, 15 januari 1940 – Legazpi, 23 april 2013) was een Filipijns militair en politicus.

## Biografie
Jose Solis werd geboren op 15 januari 1935 in Bulan in de Filipijns provincie Sorsogon. Solis studeerde civiele techniek aan de Feati University en behaalde daar zijn bachelor-diploma in 1961. Later behaalde hij nog een diploma toegepaste geodesie en fotogrammetrie aan de University of the Philippines. Solis werkte na het behalen van zijn diploma civiele techniek van 1961 tot 1966 als financieel medewerker van het Presidential Security Batallion van de Filipijnse strijdkrachten. Van 1966 tot 1986 diende hij als officier in diverse functies in het Filipijnse leger. In 1986 was hij directeur van de National Cartography Authority en tevens was Solis van 1986 tot 1987 commandant van het Mapping Center van de Armed Forces of the Philippines.
Bij de verkiezingen van 2001 werd Solis voor de eerste maal gekozen als lid van het Filipijns Huis van Afgevaardigden namens het 2e kiesdistrict van Sorsogon. Na twee herverkiezingen deed hij bij de verkiezingen van 2010 een gooi naar het gouverneurschap van de provincie. Hij werd echter verslagen door Raul Lee. Solis had zich bij de Filipijnse kiescommissie COMELEC geregistreerd voor de verkiezingen van 2013 met als inzet een nieuwe termijn als afgevaardigde van 2e kiesdistrict van Sorsogon in het Huis.
Solis overleed echter kort voor de verkiezingen van 2013 op 73-jarige leeftijd. Hij was getrouwd met Florentina Solis.